# Plecia erubescens
Plecia erubescens är en tvåvingeart som beskrevs av Speiser 1909. Plecia erubescens ingår i släktet Plecia och familjen hårmyggor.
Artens utbredningsområde är Tanzania. Inga underarter finns listade i Catalogue of Life.